# Gonzalo Antonio Fierro Caniullán
Gonzalo Antonio Fierro Caniullán (21 de març de 1983) és un futbolista xilè.

## Selecció de Xile
Va formar part de l'equip xilè a la Copa del Món de 2010. Defensà els colors de Colo-Colo i Flamengo.